# Fish and Chips (film)
Pour les articles homonymes, voir Fish and chips (homonymie).
Pour plus de détails, voir Fiche technique et Distribution.
Fish and Chips (East Is East) est une comédie dramatique britannique réalisée par Damien O'Donnell, sortie en 1999, écrite par Ayub Khan-Din (en) d'après sa propre pièce de théâtre.
Ce film, récompensé par l'Alexander Korda Award pour meilleur film britannique, met en scène sur le problème familial entre le père pakistanais et une mère britannique dont les manières se voient différentes malgré leurs enfants nés en Grande-Bretagne.

## Synopsis
George Khan, que ses enfants surnomment « Gengis », est pakistanais et fier de l'être. Propriétaire d'un fish and chips, petit restaurant où sa femme trime sans relâche, il élève ses sept enfants d'une poigne de fer et veut faire d'eux de bons petits Pakistanais. Mais nous sommes à Salford, dans le nord de l'Angleterre, en 1971. Et même si Ella, l'épouse anglaise de George, s'efforce d'aimer et de respecter son tyran domestique de mari, elle souhaite au moins autant contribuer au bonheur de ses enfants. Tiraillés entre la mode des pantalons à pattes d'éléphant et les mariages arrangés par leur père, ceux-ci n'aspirent qu'à devenir tout simplement des citoyens britanniques de leur temps : hip, cool et sexy.

## Commentaires
Ce premier long-métrage de Damien O'Donnell, qui a été présenté en mai 1999 au festival de Cannes, reflète la migration des Pakistanais en Grande-Bretagne au milieu des années 1970 et la ségrégation sociale causées entre les communautés blanches et ethniques.
À l'origine, le scénario est inspiré de la pièce largement autobiographique d’Ayub Kahn-Din, acteur et scénariste britannique né en 1961, qui avait connu un énorme succès sur la scène du Royal Court Theatre à Londres. Certains acteurs y jouaient déjà leur rôle comme Linda Bassett.

## Fiche technique
- Titre : Fish and Chips
- Titre original : East Is East
- Réalisateur : Damien O'Donnell
- Scénario et dialogues : Ayub Khan-Din (en), d'après sa pièce
- Musique : Deborah Mollison
- Direction artistique : Henry Harris
- Costume : Lorna Marie Mugan
- Photographie : Brian Tufano
- Montage : Michael Parker
- Production : Stephanie Guerrasio, Shellie Smith, Leslee Udwin et Alan J. Wands
- Sociétés de production : Assassin Films et FilmFour, en association avec la BBC
- Sociétés de distribution : Channel 4 Films (RU), Océan Films (France)
- Pays d'origine :  Royaume-Uni
- Langues originales : anglais et ourdou
- Budget : £1,9 million
- Format : Couleurs - 35 mm - 1.85 : 1 - Dolby Digital
- Genre : comédie
- Durée : 96 minutes
- Dates de sortie :
  - France : 14 mai 1999 (Festival de Cannes) ; 2 février 2000 (sortie nationale)
  - Canada : 31 août 1999 (Festival de Montréal) ; 12 septembre 1999 (Festival de Toronto) ; 2 février 2000 (sortie nationale)
  - Royaume-Uni : 5 novembre 1999
  - Suisse : 25 novembre 1999 (Suisse alémanique) ; 2 février 2000 (Suisse romande)
  - Belgique : 26 janvier 2000

## Distribution
- Om Puri : George Khan
- Linda Bassett : Ella Khan
- Jordan Routledge : Sajid Khan
- Archie Panjabi : Meenah Khan
- Emil Marwa : Maneer Khan
- Chris Bisson : Saleem Khan
- Jimi Mistry : Tariq Khan
- Raji James : Abdul Khan
- Ian Aspinall : Nazir Khan
- Lesley Nicol : Tante Annie
- Emma Rydal : Stella Moorhouse
- Ruth Jones : Peggy
- Ben Keaton : Prêtre
- Kriss Dosanjh : Poppa Khalid
- John Bardon : Mr. Moorhouse
- Gary Damer : Earnest Moorhouse
- Albert Moses : Abdul Karim
- Jimmi Harkishin : Iyaaz Ali Khan
- Rosalind March : Helen Karim
- Kaleem Janjua : Mullah
- Gary Lewis : Mark
- Roger Morlidge : Twat
- Ralph Birtwell : Docteur
- Madhav Sharma : Mr. Shah
- Saikat Ahamed : Zaid

## Lieux de tournage
Le tournage a eu lieu en Angleterre :
- Ealing Studios, à Londres.
- Openshaw, dans le Greater Manchester.
- Southall, dans le Middlesex.

## Anecdotes
- East is East, titre original du film, vient du poème The Ballad of East and West de Rudyard Kipling :

« Oh, East is East and West is West, and never the twain shall meet,

Till Earth and Sky stand presently at God's great Judgement Seat;

But there is neither East nor West, Border, nor Breed, nor Birth,

When two strong men stand face to face, though they come from the ends of the earth! »

## Récompenses
- IIFA Awards, Special Award :
  - Accomplissement exceptionnel dans le cinéma international.
- BAFTA Awards, Alexander Korda Award pour meilleur film britannique :
  - Leslee Udwin et Damien O'Donnell.
- British Comedy Awards, British Comedy Award :
  - Meilleur film comique.
- British Independent Film Awards, Film Independent Britannique :
  - Meilleur scénario original d'Ayub Khan-Din.
- BAFICI, OCIC Special Award :
  - Damien O'Donnell.
- Prix David di Donatello, David di Donatello :
  - Meilleur film étranger.
- Empire Awards :
  - Meilleur premier film de Damien O'Donnell.
- European Union MEDIA Prize, MEDIA Prize :
  - Damien O'Donnell
- Evening Standard British Film Awards, Evening Standard British Film Award :
  - Meilleur film.
- Fantasporto :
  - Meilleur film.
- Ljubljanski mednarodni filmski festival, Kingfisher :
  - Damien O'Donnell.
- Prix du Cercle des critiques de film de Londres, ALFS Award :
  - Film britannique de l'année.
  - Producteur britannique de l'année.
  - Meilleur scénariste de l'année.
- Festival international de Valladolid :
  - Meilleure actrice : Linda Bassett.
  - Golden Spike: Damien O'Donnell.